# Єжево (Серпецький повіт)
Єжево (пол. Jeżewo) — село в Польщі, у гміні Завідз Серпецького повіту Мазовецького воєводства.
Населення — 267 осіб (2011).
У 1975-1998 роках село належало до Плоцького воєводства.

## Демографія
Демографічна структура станом на 31 березня 2011 року:
|          | Загалом | Допрацездатний вік | Працездатний вік | Постпрацездатний вік |
| -------- | ------- | ------------------ | ---------------- | -------------------- |
| Чоловіки | 136     | 33                 | 93               | 10                   |
| Жінки    | 131     | 21                 | 74               | 36                   |
| Разом    | 267     | 54                 | 167              | 46                   |